# 墨西哥—尼加拉瓜关系
墨西哥－尼加拉瓜关系（西班牙語：Relaciones México-Nicaragua）是指墨西哥和尼加拉瓜之间的双边关系。两国于1838年建交。墨西哥与尼加拉瓜两国均在对方首都设立了大使馆。尼加拉瓜也在墨危边境的塔帕丘拉设有领事馆。
历史上，两国均曾经隶属于西班牙帝国的殖民地新西班牙總督轄區，后于1821年独立，尼加拉瓜曾经是墨西哥第一帝国的一部分，直到1823年因尼加拉瓜加入中美洲聯合省而成为独立国家，现今，这两个国家都是加勒比国家联盟、拉美和加勒比国家共同体、美洲国家组织、伊比利亚－美洲国家组织和联合国的成员。
1997年，墨西哥与尼加拉瓜签署了自由贸易协定，至2018年，双边贸易额达到10亿美元。
墨西哥也是尼加拉瓜前往美國的非法移民的一個主要的集聚地。